# Фалко
Фалко (Беч, 19. фебруар 1957 — Пуерто Плата, 6. фебруар 1998) је био аустријска рок звезда, чији су албуми током осамдесетих година више пута заузимали прва места на топ-листама у Европи и Северној Америци. Фалко је рођен у Бечу као Јохан Ханс Хелцел, показује изванредан дар за класичну музику и студирао је на Бечком музичком конзерваторијуму.
Ханс Хелцел дошао је на свет у бечком Маргаретену 19. фебруара 1957. као једини преживели у порођају тројки. Веома рано, Ханс је показао јасан музички таленат (приписиван му је апсолутни слух); за четврти рођендан је добио клавир, а годину дана касније и грамофон, на којем је слушао Елвиса Преслија, Клифа Ричарда и Битлсе. Школовао се у приватној католичкој школи; 1973. је напустио гимназију а годину дана касније и занат, и одлази на служење војске где по први пут свира бас-гитару. Потом је студирао један семестар на Бечком музичком конзерваторијуму. За то време Хелцел је свирао у саставу Umspannwerk, а потом и у другим. 1977. године у Западном Берлину, Ханс узима себи уметничко име Falco, по источно-немачком ски-скакачу Фалку Вајспфлогу.
Пре но што је постао међународна поп-звезда, Фалко је свирао бас у аустријском хард-рок саставу Драдиваберл. Као соло певач, заинтересовао се затим за звук и ритам реп музике, и постао један од првих у Европи да елементе репа инкорпорира у поп и рок. На међународном плану, Фалко је био најпознатији по песми Rock Me Amadeus (албум Falco 3) са веома јаким утицајем реп стила, делом подстакнутој и филмом Амадеус, добитником Оскара. Ова песма постала је светски хит 1986. и досегла прво место на америчким топ-листама, као прва реп песма којој је то успело. Међу осталим његовим добро познатим међународним хитовима су и Der Komissar са албума Einzelhaft из 1982 и Vienna Calling са Falco 3. Енглеска обрада песме Der Komissar, коју је урадио састав After the Fire, била је на Топ 5 листи у Сједињеним државама. Песма Jeanny, певана из позиције отмичара, изазвала је доста контроверзи када је објављена у Немачкој и Холандији; више ди-џејева и радио-станица је одбијало да је пушта. Остале су запамћене и Junge Römer, Out Of The Dark, и многе друге.
Ханс Хелцел преминуо је од тешких повреда главе које је задобио у судару свог СУВ-а са аутобусом у близини одмаралишта Пуерто Плата у Доминиканској Републици. Било му је 40 година; размишљао је о повратку у музички свет. Три недеље након његове погибије, изашао је његов албум Out of the Dark (Into the Light), на којем је имао хитове Egoist и Out of the Dark (обе песме је изводио уживо годину дана раније).
2000. године, у Немачкој је режиран и почео са играњем мјузикл Фалков сусрет са Амадеусом. Америчка комичарска рок група The Bloodhound Gang је исте године Фалку посветила песму Mope.

## Дискографија
Албуми
- 1982 Einzelhaft
- 1984 Junge Römer
- 1985 Falco 3
- 1986 Emotional
- 1988 Wiener Blut
- 1990 Data de Groove
- 1992 Nachtflug
- 1993 Monarchy Now - Single
- 1995 Mutter der Mann mit dem Koks ist da - Single
- 1996 Naked - Single
- 1998 Out of the Dark
- 1999 Verdammt wir leben noch

Компилације, Ремикс & Уживо
- 1991 The Remix Collection
- 1994 Amadeus
- 1999 Live forever
- 1999 The Final Curtain - The Ultimate Best Of
- 2001 Helden von Heute
- 2002 Viva La Poesia - cd der Schule f. Dichtung
- 2003 Austrian Signature Series
- 2004 Falco Live auf der Donauinsel
- 2005 Austropop Kult
- 2008 Symphonic

Синглови
- 1981 	 That Scene (Ganz Wien)
- 1982 Der Kommissar
- 1982 Maschine Brennt
- 1982 Zuviel Hitze
- 1982 Auf Der Flucht
- 1982 On The Run
- 1984 Kann Es Liebe Sein?
- 1984 Junge Römer
- 1984 Nur Mit Dir
- 1985 Rock Me Amadeus
- 1985 Vienna Calling
- 1985 Jeanny (part I)
- 1986 The Sound Of Musik
- 1986 Coming Home (Jeanny Part 2, Ein Jahr Danach)
- 1986 Emotional
- 1987 Body Next To Body (meets Brigitte Nielson)
- 1988 Wiener Blut
- 1988 Satellite To Satellite
- 1988 Garbo
- 1988 Do It Again
- 1990 Data De Groove
- 1990 Charisma Kommando
- 1991 Rock Me Amadeus Remix 1991
- 1991 Der Kommissar (part II)
- 1992 Titanic
- 1992 Nachtflug
- 1992 Dance Mephisto
- 1993 Monarchy Now
- 1995 Mutter Der Mann Mit Dem Koks Ist Da (T>>MA)
- 1996 Naked (feat. T>>MB)
- 1998 Out Of The Dark
- 1998 Der Kommissar Jason Nevins And Club 69 Remixes
- 1998 Egoist
- 1998 Push! Push!
- 1999 Europa
- 1999 Verdammt Wir Leben Noch
- 2007 Männer Des Westens (T. Börger Version 2007)
- 2007 Falcos 1
- 2008 Der Kommissar (Simphonic)
- 2008 Die Königin Von Eschnapur
- 2009 The Spirit Never Dies
- 2010 Kissing In The Kremlin